# 北島義彦
北島 義彦（きたじま よしひこ、1910年〈明治43年〉5月30日 - 1959年〈昭和34年〉1月7日）は、日本の政治家。元自由民主党都議会議員。1964年東京オリンピック大会招致実行委員長。位階は正六位。勲等は勲五等。

## 人物
佐賀県小城郡小城町（現・小城市）生まれ。日本大学卒業。会社顧問、北区立赤羽小学校PTA会長などを歴任した。1943年（昭和18年）3月に東京府会議員となった。同年9月の東京都議会議員選挙に当時の王子区から立候補して初当選を果たした。柔道5段。
戦後の1946年（昭和21年）の第22回衆議院議員総選挙に東京1区から立候補したが落選した。落選後は翌1947年（昭和22年）から北区選挙区から民主党公認で都議に当選した。1951年（昭和26年）は国民民主党公認で当選した。1955年（昭和30年）に日本民主党公認で4選を果たした。
「日本プロレスの父」といわれた八田一朗とともに、1964年東京オリンピック招致に奔走し中南米票の獲得に尽力したが、その途上、胃癌を発病しサンパウロから急遽帰国。羽田空港着陸時に死去した。
三段跳びの大島鎌吉、競泳の古橋広之進らと交友があった。